# Culicoides padusae
Culicoides padusae är en tvåvingeart som beskrevs av Mirzayeva 1990. Culicoides padusae ingår i släktet Culicoides och familjen svidknott. Inga underarter finns listade i Catalogue of Life.